# David Bezmozgis

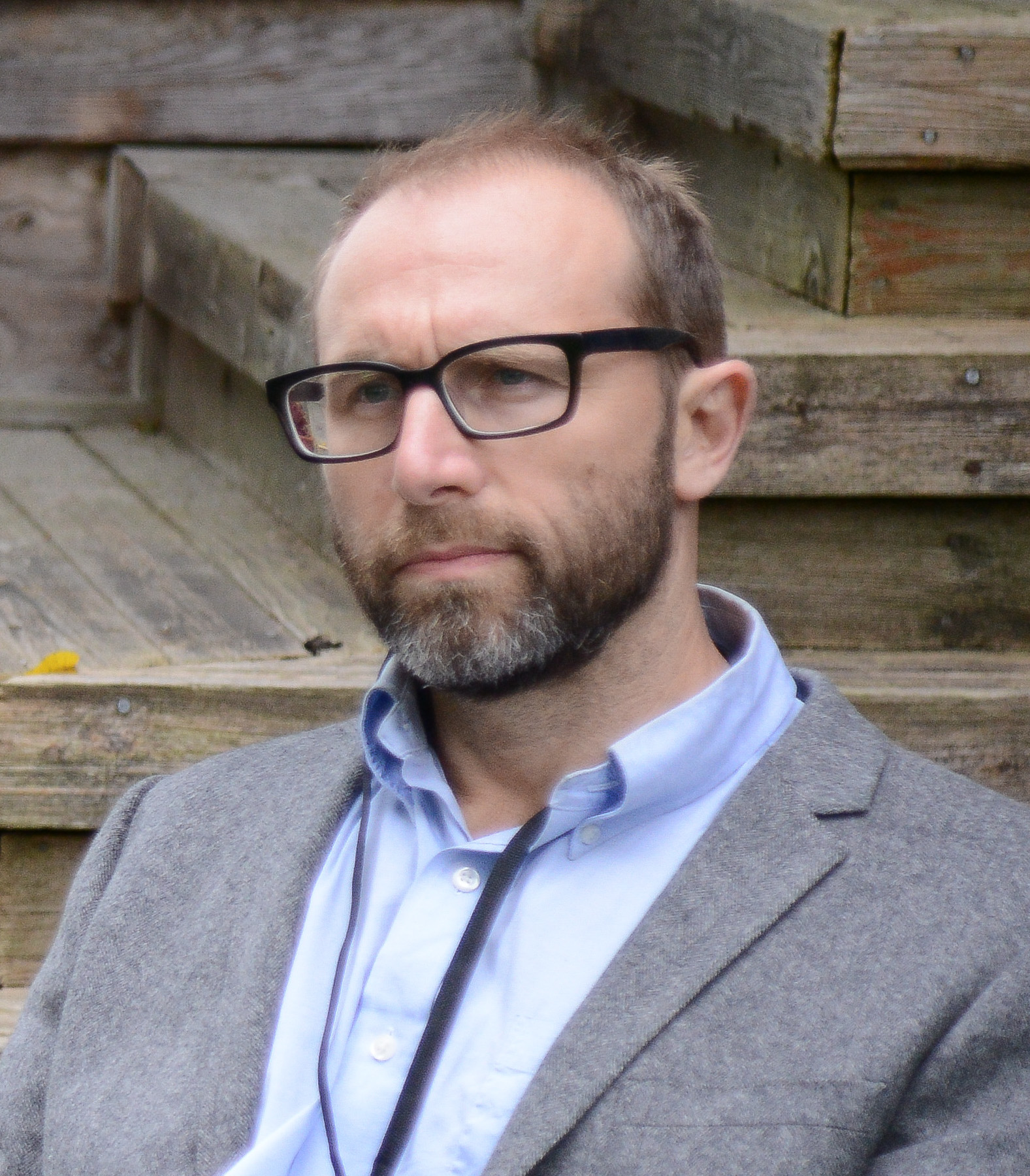
David Bezmozgis, 2014

David Bezmozgis (geboren 2. Juni 1973 in Riga, Lettische SSR) ist ein kanadischer Schriftsteller und Filmemacher englischer Sprache.

## Leben
David Bezmozgis wuchs zunächst in der Lettischen Sowjetrepublik auf und wanderte 1979 mit seiner Familie über Rom nach Kanada aus. Er studierte an der McGill University Englische Literatur und erwarb danach einen M.F.A.-Abschluss an der University of Southern California in der School of Cinema-Television. Seine erste Fernsehdokumentation, L.A. Mohel, produzierte Bezmozgis 1999. Sein erster Film wurde 2008 fertig, Victoria Day, in dem Mark Rendall die Hauptrolle spielt. Der Film wurde zuerst beim Sundance Film Festival 2009 gezeigt.
Sein erstes Buch, Natasha and Other Stories, erschienen 2004, war ein Band von Erzählungen, die zum Teil in The New Yorker und in Harper’s Magazine abgedruckt worden waren. Für das Buch erhielt er 2005 den Danuta Gleed Literary Award. Sein erster Roman, The Free World, schildert die Situation jüdischer Auswanderer aus der Sowjetunion, die in Italien auf ein Visum für die Weiterfahrt warten.

## Auszeichnungen und Stipendien (Auswahl)
- Toronto Book Awards 2005
- Wingate Literary Prize 2005
- Guggenheim Fellowship 2005
- Danuta Gleed Literary Award für das Jahr 2004, erteilt 2005, für Natascha and other stories

## Werke
- Natascha and other stories. 2004
  - Natascha. Aus dem amerikanischen Englisch von Silvia Morawetz. Kiepenheuer, Köln 2005
- The Free World, 2011
  - Die freie Welt. Roman. Übers. Silvia Morawetz. Kiepenheuer, Köln 2012
- The Betrayers. Viking, 2014[2]